# 윈도우 미디어 비디오
윈도우 미디어 비디오(Windows Media Video, WMV)는 마이크로소프트 윈도우 미디어 포맷의 핵심을 이루는 것이다. 최신 버전은 윈도우 미디어 비디오 11 (WMV11)이다. 오디오 코덱으로 윈도우 미디어 오디오 (WMA)가 있지만, 일반적으로는 WMV과 WMA는 다 함께 쓰인다.

## 버전
| 공식 이름                                | FourCC | 내용 |
| ---------------------------------------- | ------ | --- |
| 마이크로소프트 MPEG-4 영상 코덱 V1       | MPG4   | 비디오 포 윈도우 기반 코덱. 비표준 MPEG-4 코덱이며 MPEG-4의 이후 표준화 버전과 호환되지 않음. |
| 마이크로소프트 MPEG-4 영상 코덱 V2       | MP42   | 비디오 포 윈도우 기반 코덱. 비표준 MPEG-4 코덱이며 MPEG-4의 이후 표준화 버전과 호환되지 않음. |
| 마이크로소프트 MPEG-4 영상 코덱 V3       | MP43   | 비디오 포 윈도우 기반 코덱. 비표준 MPEG-4 코덱이며 MPEG-4의 이후 표준화 버전과 호환되지 않음. 이 버전은 그러나 ASF 파일을 인코딩만 할 수 있으며 해킹 없이 AVI 파일을 인코딩하는 데에 쓰일 수는 없음. |
| 마이크로소프트 ISO MPEG-4 영상 코덱 V1   | MP4S   | 다이렉트엑스 미디어 오브젝츠 (DMO) 기반 코덱. MPEG-4 호환. |
| 마이크로소프트 ISO MPEG-4 영상 코덱 V1.1 | M4S2   | |
| 윈도우 미디어 비디오 V7                  | WMV1   | DMO 기반 코덱. |
| 윈도우 미디어 스크린 V7                  | MSS1   | DMO 기반 코덱. 낮은 비트레이트의 연속 화면 캡처나 스크린샷에 최적화되어 있음. 윈도우 미디어 9 스크린 코덱과 반대됨.                                                                                  |
| 윈도우 미디어 비디오 V8                  | WMV2   | DMO 기반 코덱. |
| 윈도우 미디어 비디오 9                   | WMV3   | DMO 기반 코덱. 비디오 포 윈도우 (VfW/VCM) 버전도 사용할 수 있음. |
| 윈도우 미디어 비디오 9 스크린            | MSS2   | DMO 기반 코덱. 낮은 비트레이트의 연속 화면 캡처나 스크린샷에 최적화되어 있음. |
| 윈도우 미디어 비디오 9.1 이미지          | WMVP   | DMO 기반 코덱. 연속 비트맵 그림으로부터 영상을 인코딩하는 데 최적화되어 있음. 이를테면, 포토 스토리가 사용함.                                                                                        |
| 윈도우 미디어 비디오 9.1 이미지 V2       | WVP2   | DMO 기반 코덱. 연속 비트맵 그림으로부터 영상을 인코딩하는 데 최적화되어 있음. 이를테면, 포토 스토리가 사용함.                                                                                        |
| 윈도우 미디어 비디오 9 고급 프로파일     | WMVA   | DMO 기반 코덱. 비디오 포 윈도우 (VfW/VCM) 버전도 사용할 수 있음. 비 VC-1 규격으로 배제되었음. |
| 윈도우 미디어 비디오 9 고급 프로파일     | WVC1   | DMO 기반 코덱. VC-1 호환 포맷. |

## 같이 보기
- 코덱
- VC-1
- WMV HD
- 윈도우 미디어 오디오
- 윈도우 무비 메이커
- WMV 플레이어
- HD 포토
- 윈도우 미디어 DRM